# FLOWER (チェッカーズのアルバム)
『FLOWER』（フラワー）は、チェッカーズ4枚目のオリジナル・アルバム。1986年3月30日にキャニオン・レコードより発売。2004年3月17日にCDが再リリース。

## 解説
編曲までメンバーが本格的に手掛けた楽曲が収録された初作品。これまでもメンバーによるオリジナル作品は発表してきたが作曲家・恩師である芹澤廣明より「やってみろ」と激励を受け、完全オリジナル作品を5曲制作した経験が後にシングル「NANA」以降、完全オリジナル曲を発表するきっかけとなる。
ジャケットはビートルズの『サージェント・ペパーズ・ロンリー・ハーツ・クラブ・バンド』を意識したものとなっている。発売当初メンバーは、「ビートルズの『サージェント〜』や、ストーンズの『フラワーズ』を意識しているのでは？とのインタビューでの問いに「全く無関係」と答えていた。前作までオリジナル・アルバム・タイトルの最後に「～チェッカーズ」と付いていたが、本作以降なくなった。

## メンバー
- 藤井郁弥 - リードボーカル、ギター、ブルースハープ
- 武内享 - ギター、リーダー
- 高杢禎彦 - サイドボーカル、パーカッション
- 大土井裕二 - ベース、サブリーダー
- 鶴久政治 - サイドボーカル、キーボード
- 徳永善也 - ドラムス
- 藤井尚之 - サックス、ギター、フルート

## 収録曲
| #         | タイトル                     | 作詞      | 作曲       | 編曲                             | 時間  |
| --------- | ---------------------------- | --------- | ---------- | -------------------------------- | ----- |
| 1.        | 「Free Way Lovers」          | 藤井郁弥  | 藤井尚之   | チェッカーズ                     | 4:26  |
| 2.        | 「Two Kids Blues」           | 藤井郁弥  | 鶴久政治   | チェッカーズ                     | 3:42  |
| 3.        | 「君は Rock-A-Ballade」      | 売野雅勇  | 芹澤廣明   | 芹澤廣明                         | 4:11  |
| 4.        | 「Miss アニーの証言」        | 藤井郁弥  | 大土井裕二 | チェッカーズ 管アレンジ:矢島賢   | 4:05  |
| 5.        | 「One Night Angel」          | 売野雅勇  | 芹澤廣明   | 矢島賢、矢島マキ                 | 5:01  |
| 6.        | 「俺たちのロカビリーナイト」 | 売野雅勇  | 芹澤廣明   | 芹澤廣明                         | 3:44  |
| 7.        | 「Long Road」                | 藤井郁弥  | 藤井尚之   | チェッカーズ                     | 4:23  |
| 8.        | 「悲しきアウトサイダー」     | 売野雅勇  | 芹澤廣明   | 矢島賢、矢島マキ                 | 4:05  |
| 9.        | 「LADY-M.を探せ」            | 売野雅勇  | 芹澤廣明   | 芹澤廣明                         | 5:15  |
| 10.       | 「時のK-City」               | 藤井郁弥  | 武内享     | チェッカーズ 弦アレンジ:矢島マキ | 4:44  |
| 合計時間: | 合計時間:                    | 合計時間: | 合計時間:  | 合計時間:                        | 43:36 |

## 曲解説
1. Free Way Lovers
2. Two Kids Blues
3. 君は Rock-A-Ballade
  - グリコアーモンドチョコレートのCMソング。
4. Miss アニーの証言
  - 大土井がリードボーカル。歌詞は高杢を想定したという。
5. One Night Angel
  - 後に高橋理奈がカバーしている。
  - ライブ、テレビ共に披露されていない稀有な曲
6. 俺たちのロカビリーナイト
  - 7thシングル。
7. Long Road
  - ファンへの感謝の意を込めた曲。「ALL SONGS REQUEST」や「ALL BALLADS REQUEST」の投票で共に第1位に輝いている。1988年「SCREW WINTER TOUR」では藤井兄弟によるツインボーカルで歌われた。フミヤが2002年10月9日発売「Re Take」にてセルフカバー。
8. 悲しきアウトサイダー
  - 高杢がリードボーカル。高杢がリードボーカルをしてる曲の中でこの曲が特にツアーで披露される頻度が非常に多く86年、87年の2年のみで5回披露された。特に87年のGOツアーにおいてはSpring、Summer、Winter全てのツアーで披露した。88年以降のツアーにおいてメンバーのオリジナル作品が披露されることが多くなるのと同時にこの曲も披露されなくなった。
9. LADY-M.を探せ
  - TDKカセットテープのCMソング。
10. 時のK-City
  - 鶴久がリードボーカル。K-Cityとは久留米市を示す。